# Deutsche Gesellschaft für Elektroakustische Musik
Die Deutsche Gesellschaft für Elektroakustische Musik e. V. (DEGEM) ist ein gemeinnütziger eingetragener Verein zur Förderung der elektroakustischen Musik.

## Geschichte
Die Geschichte des Vereins ist eng verknüpft mit der Geschichte der Elektronischen Klangkunst in der DDR. Diese beginnt 1949 mit dem Studio für künstliche Klang- und Geräuscherzeugung im Rundfunk- und Fernsehtechnischen Zentralamt (RFZ) der Deutschen Post in Berlin-Adlershof, als Oskar Sala vom Ostberliner Rundfunk beauftragt wurde, ein neuartiges Quartett-Trautonium mit zwei Doppelspieltischen anzufertigen, das jedoch offenbar nie zum Einsatz kam. Nach dem kulturpolitisch motivierten Ende des Studios für Elektronische Klangerzeugung im Berliner Funkhaus sowie des Experimentalstudios im Labor für musikalisch-akustische Grenzgebiete des RFZ in Berlin-Adlershof 1970 sind bis in die 80er Jahre hinein keine von offizieller Seite geförderten elektronischen Studios in der DDR bekannt. Bis Mitte der 1980er Jahre gab es neben kleinen Privatstudios- und Initiativen lediglich inoffizielle Arbeits- und Informationsmöglichkeiten.
1981 wurde in Bourges die Confédération International de la Musique Electroacoustique (C.I.M.E.) gegründet, die Mitglied des Internationalen Musikrates und der UNESCO wurde. Nach der Aufnahme der DDR in die C.I.M.E, die in der DDR an das Sekretariat Internationale Nichtstaatliche Musikorganisationen angebunden war, wurden auf Initiative von Georg Katzer und Lothar Voigtländer die Werkstatt-Tage elektroakustischer Musik in dem 1986 an der Akademie der Künste der DDR gegründeten elektroakustischen Produktionsstudio ins Leben gerufen. Die Werkstatt-Tage sollten internationale Kontakte zu elektronischen Studios pflegen und der noch relativ kleinen, aber hoch motivierten und engagierten Szene elektroakustischer Komponisten in der DDR eine Informations-Plattform bieten.
Durch die Deutsche Wiedervereinigung bestand 1991 die Notwendigkeit, für die C.I.M.E. Sektion der DDR eine neue Rechtsform zu finden. Während der 4. Werkstatt-Tage elektroakustischer Musik 1991 wurde daher als Nachfolger die Deutsche Sektion der Gesellschaft für elektroakustische Musik e. V. (DecimE) von 38 Gründungsmitgliedern unter Leitung von Georg Katzer gegründet. Die Gründungsversammlung wählte den West-Berliner Folkmar Hein, der bereits Mitglied der C.I.M.E. Sektion der DDR war, zum Vorsitzenden in einem ansonsten paritätisch besetzten Vorstand. Die DecimE übernahm die Mitgliedschaften im Deutschen Musikrat und der Internationalen Gesellschaft für Neue Musik (IGNM) und setzte die Arbeit an der Verbreitung elektroakustischer Musik fort. In das erste Jahr der DecimE fällt auch die Gründung der bis 2005 im Saarbrücker Pfau-Verlag erschienenen Zeitschrift Mitteilungen. Aufgrund des Austritts aus der C.I.M.E. und einer vorübergehenden Mitgliedschaft in der New International Community of Electroacoustic Music (NICE) wurde 1994 der Name in Deutsche Gesellschaft für Elektroakustische Musik (DEGEM) geändert.

## Ziele
Der Verein fördert die elektroakustische Musik in nationalem und internationalem Rahmen. Diesem Zweck dienen die Organisation von Fachtagungen, -kursen und Konzerten, der internationale Austausch von Informationen sowie die Herausgabe von Publikationen und Tonträgern. Die DEGEM ist selbstlos tätig und verfolgt ausschließlich gemeinnützige Zwecke. Sie finanziert sich hauptsächlich aus Mitgliedsbeiträgen und Spenden.

## Aktivitäten

### Publikationen
Neben der Veranstaltung von Konzerten und der Organisation von Fachtagungen dokumentiert die DEGEM aktuelle Arbeiten ihrer Mitglieder in einer Reihe eigener Produktionen auf CD, DVD und CD-ROM. Seit Oktober 2011 erscheinen alle von der DEGEM kuratierten Veröffentlichungen auf dem Label EDITION DEGEM, Inhaber und Betreiber ist Till Kniola.

### Thomas-Seelig-Fixed-Media-Preis
Seit 2018 vergibt die DEGEM den von Folkmar Hein gestifteten Thomas-Seelig-Fixed-Media-Preis in Höhe von 3000 Euro verbunden mit einem Kompositionsauftrag für „fixed media“. Mit dem Preis sollen herausragende Leistungen im Bereich der akusmatischen Musik gewürdigt und gefördert werden. Eine dreiköpfige, alle zwei bis drei Jahre wechselnde Jury wählt jährlich eine Person für den Preis aus. Bewerbungen sind nicht möglich.
Bisher erhielten den Preis:
- 2026: Duo Paul Hauptmeier / Martin Recker
- 2025: Manuella Blackburn
- 2024: Clemens von Reusner
- 2023: Natasha Barrett
- 2022: Jonty Harrison
- 2021: Annette Vande Gorne
- 2020: Benjamin Thigpen
- 2019: Magdalena Długosz
- 2018: Beatriz Ferreyra

### KonferenzSound and Music Computing
Internationale Kontakte unterhält die DEGEM u. a. durch ihr Engagement in der jährlichen Konferenz Sound and Music Computing, die von Interessenvertretungsverbänden elektroakustischer Kunst aus sieben europäischen Ländern veranstaltet wird.

### DEGEM WebRadio
Auf Initiative des damaligen Vorstands unter Federführung von Sabine Schäfer und Michael Harenberg, gab es von 2005 bis 2019 in technischer Kooperation mit dem Zentrum für Kunst und Medientechnologie (ZKM) in Karlsruhe das DEGEM WebRadio. Das redaktionell betreute Programmangebot rund um Themen der elektroakustischen Kunst war in fünf Rubriken gegliedert:
1. Studioforum
2. Berichte/Features
3. Konzerte/Mitschnitte
4. ZKM / Musik aktuell
5. Sounds only

Zum Programm gehörten Mitschnitte von Konzerten, Symposien und Porträts von Komponisten und Studios ebenso wie Berichte über Projekte und Forschungsvorhaben, themenbezogene Features und aktuelle Diskussionen. Auch Reportagen von Festivals, Kongressen und Ausstellungen, sowie Produktionen aus den Archiven der Elektroakustischen Musik hatten einen festen Sendeplatz.
Ziel des für alle Interessierten offenen Angebots war es, eine Plattform für elektroakustische Kunst unterschiedlichster Stile und Genres zur Verfügung zu stellen. Hier konnte elektroakustische Kunst gehört, diskutiert und im Spiegel aktueller Veranstaltungen reflektiert werden.

### Archiv
Durch die Zusammenarbeit mit dem ZKM entsteht zudem aus dem laufenden Sendebetrieb das WebRadio-Archiv aller gesendeten Beiträge. Dieses ergänzt das DEGEM-Archiv, welches in Zusammenarbeit mit dem ZKM Karlsruhe aufgebaut wurde und in dem in Deutschland entstandene bzw. erdachte Produktionen Elektroakustischer Musik erstmals gesammelt und öffentlich zugänglich gemacht werden.
Das vereinseigene Archiv erfasst elektroakustische Musik deutscher oder in Deutschland lebender Komponisten samt Aufführungsmaterialien und stellt es primär zu Informationszwecken zur Verfügung. Alle Materialien werden in die Datenbank der ZKM-Mediathek aufgenommen und können auch über das Internet nach verschiedenen Kriterien recherchiert werden. Für Publikum und Forschung sind die Materialien an den Multimediaplätzen der Mediathek des ZKM in Karlsruhe verfügbar. Das DEGEM-Archiv strebt eine Zusammenarbeit mit allen deutschen Komponisten und Studios an, um sicherzustellen, dass die Materialien zentral erfasst und verfügbar sind. Außerdem wird eine Zusammenarbeit mit Veranstaltern angestrebt, um die Verbreitung der deutschen elektroakustischen Musik national und international zu fördern.

### DatenbankInternationale Dokumentation Elektroakustischer Musik(EMDoku)
Um ein Archiv geht es auch bei dem Projekt Internationale Dokumentation Elektroakustischer Musik. Auf Initiative Folkmar Heins begann bereits 1988 anlässlich des Projekts Berlin Kulturstadt Europas, E88 die Arbeit an diesem internationalen Datenbankprojekt. Das Vorhaben verfolgt das Ziel, möglichst alle elektroakustischen Kompositionen des E-Musik-Bereichs aufzulisten und zu kategorisieren, um neben Recherchen eine historisch informierte Aufführungspraxis und Interpretationsforschung zu ermöglichen. Unter Mitarbeit von Golo Föllmer und Roland Frank wurde 1992 eine erste Auflage veröffentlicht. Die Datenbank nannte in ihrer 2. Auflage, die 1996 unter der Leitung von Folkmar Hein und Thomas Seelig erschien, bereits über 18.000 Produktionen. Eine weitere Version befindet sich auf der im Jahr 2000 im Schott Verlag erschienenen DEGEM CD-ROM Klangkunst in Deutschland. Eine aktuelle Version des Archivs ist online zugänglich.

## Mitgliedschaft
Aufnahme in die DEGEM können Personen und Institutionen beantragen, insbesondere Komponisten, Musikwissenschaftler, Tonmeister und Tontechniker, Interpreten, Ensembles, Studios sowie entsprechende Institutionen und Veranstalter aus dem In- und Ausland. Damit soll ein Netzwerk aller Interessierten geschaffen werden, die elektroakustische Musik komponieren, interpretieren, lehren, lernen, erforschen, aufführen, organisieren und verbreiten.
Ehrenmitglieder der DEGEM sind namhafte Personen, die sich um die Elektroakustische Musik verdient gemacht haben. Dazu gehören bereits verstorbene bedeutende Komponisten und Studioleiter wie Hans Peter Haller (Experimentalstudio der Heinrich-Strobel Stiftung), Georg Katzer, Gottfried Michael Koenig, Józef Patkowski (Experimentalstudio des Polnischen Rundfunks), Josef Anton Riedl und Karlheinz Stockhausen. Zu den aktuell aktiven Ehrenmitgliedern gehören die Musikwissenschaftlerin Helga de la Motte-Haber und der Musikwissenschaftler Rudolf Frisius, die Klangkünstlerin Christina Kubisch, die Komponistin und Klangökologin Hildegard Westerkamp und der DEGEM-Gründungsvorsitzende und langjährige Leiter des TU-Studios in Berlin Folkmar Hein.